# Dinotiscus armandi
Dinotiscus armandi är en stekelart som beskrevs av Yang 1987. Dinotiscus armandi ingår i släktet Dinotiscus och familjen puppglanssteklar. Inga underarter finns listade i Catalogue of Life.